# 沃爾特 (阿拉巴馬州)
沃爾特（英語：Walter）是一個位於美國阿拉巴馬州卡爾曼縣的非建制地區。該地的面積和人口皆未知。

## 地理
沃爾特的座標為34°07′07″N 86°40′37″W / 34.11861°N 86.67694°W，而該地最高點為海拔高度219米（即718英尺）。